# Sparta Lubliniec
LKS Sparta Lubliniec – klub sportowy z Lublińca założony w 1936 roku. Drużyna swoje spotkania rozgrywa na stadionie przy ul. 74 Górnośląskiego Pułku Piechoty. W sezonie 2025/2026 zespół występuje w klasie A, grupie lublinieckiej.
Oprócz seniorskiej drużyny klub posiada także:
- Akademię Sportową "Młoda Sparta",
- Drużynę "Oldboys"

## Informacje ogólne
- Pełna nazwa: Lubliniecki Klub Sportowy "Sparta"
- Data założenia:  1936
- Barwy: biało-zielone
- Adres: ul. 74. Pułku Piechoty, 42-700 Lubliniec
- Prezes : Bartosz Gruca
- Wiceprezes: Łukasz Grabiński

## Sukcesy
- Występy w III lidze w 1957 roku[2].
- Wychowanek Zygmunt Anczok jako członek Klubu Wybitnego Reprezentanta[3]